# Javier Sanguinetti
Javier Esteban Sanguinetti (Lomas de Zamora, Buenos Aires, Argentina; 8 de enero de 1971) es un exfutbolista profesional y entrenador argentino. Actualmente está sin club.

## Trayectoria

### Como jugador
Es el futbolista con mayor número de presencias con la camiseta de Banfield, con más de 400 partidos en Primera División. Con excepción de un breve pasaje por Racing Club, siempre vistió esta casaca. Se desempeñaba como zaguero central y fue capitán durante muchos años.
Se retiró en junio de 2008.

### Como entrenador
Tras su retiro, pasó a formar parte del cuerpo técnico de Julio César Falcioni en Banfield. En este rol formó parte del equipo que ganó el primer título del club en Primera División, el Torneo Apertura 2009. En diciembre de 2010, Sanguinetti deja el club junto a Falcioni para asumir en Boca Juniors. En el año 2013 pasó a All Boys como segundo entrenador, como en Universidad Católica en 2014 y Quilmes en 2015.
Como entrenador estuvo al frente en dos etapas tanto del Sol de América (en 2016 y 2019) como del Sportivo Luqueño (en 2017 y 2018). En el Danzarín dirigió 41 partidos, ganando 11 de ellos, empatando 14 y perdiendo los 16 restantes, mientras que en el Chanchón comandó al equipo en 37 encuentros, triunfando en 10, igualando en 14 y cayendo derrotado en 13. Así, sus números totales en el fútbol guaraní son: 78 cotejos dirigidos con, 21 victorias, 28 empates y 29 derrotas, obteniendo una eficacia del 38,88%.
En septiembre de 2019 vuelve a Banfield nuevamente como ayudante de campo de Julio César Falcioni. Acompañó a 'el Emperador' como asistente técnico en 255 partidos, en los que ganaron 101, empataron 85 y perdieron 69, consiguiendo una eficacia del 50,71%. El 1 de julio de 2020 asume como primer entrenador de Banfield sucediendo a Julio César Falcioni, máximo ídolo de la institución Banfileña. Tras dicha sucesión, se dañó la relación entre ellos, siendo Falcioni quien acusó una falta de lealtad de su exayudante. Pese a obtener el subcampeonato de la Copa de la Liga Profesional 2020, clasificando a Copa Sudamericana, tras tan sólo 2 victorias en 17 fechas del Campeonato de Primera División 2021, y luego de una derrota por 4-1 ante Huracán, dejó la banca de Banfield.
Asumió como entrenador de Newell's Old Boys para disputar la Copa de la Liga Profesional 2022. Si bien el objetivo del club era sumar puntos para escaparse de la zona de descenso, Sanguinetti puso a Newell's durante varias fechas en zona de clasificación a cuartos de final llegando por momentos a encontrarse 2.º en su grupo, sin embargo debido algunas lesiones y el limitado plantel que disponía terminó la fase de grupos 6.º concluyendo aun así un buen torneo. Algunas de las victorias destacadas en la copa fueron el triunfo en el Clásico rosarino por 0-1 o la goleada por 4-0 frente a Atlético Tucumán. Pese al buen comienzo, llegaron los malos resultados y tras una negativa racha de 1 partido ganado de 11, incluida una derrota en el clásico rosarino, terminaron con la renuncia de Sanguinetti al banco del equipo leproso en agosto de 2022.
En octubre de 2022, fue anunciado su regreso al banco de Banfield, en reemplazo de Claudio Vivas. Después de sumar sólo 15 puntos en 15 fechas del campeonato oficial 2023, y luego de una derrota ante Colón, en mayo de 2023 dejó la banca del Taladro de común acuerdo con la dirigencia.
El 27 de diciembre de 2023, fue anunciado como nuevo entrenador de Huachipato de la Primera División de Chile, en reemplazo de Gustavo Álvarez. En las primeras 3 fechas del torneo de Primera División, logró un empate y 2 derrotas, rumoreándose una mala relación entre Sanguinetti y el plantel. En mayo de 2024, presentó su renuncia luego de una serie de malos resultados.
En noviembre de 2024, asumió al frente de Sarmiento de Junín y firmó un contrato hasta diciembre de 2025. El 26 de julio de 2025, fue despedido de su cargo después de dirigir las primeras tres fechas del Torneo Clausura.

## Clubes

#### Como jugador
| Club        | País      | Año       |
| ----------- | --------- | --------- |
| Banfield    | Argentina | 1989-1993 |
| Racing Club | Argentina | 1993-1994 |
| Banfield    | Argentina | 1994-2008 |

#### Como entrenador alterno
| Club                 | País      | Año       | Entrenador Titular   |
| -------------------- | --------- | --------- | -------------------- |
| Banfield             | Argentina | 2009-2010 | Julio César Falcioni |
| Boca Juniors         | Argentina | 2011-2012 | Julio César Falcioni |
| All Boys             | Argentina | 2013      | Julio César Falcioni |
| Universidad Católica | Chile     | 2014      | Julio César Falcioni |
| Quilmes              | Argentina | 2015      | Julio César Falcioni |
| Banfield             | Argentina | 2019-2020 | Julio César Falcioni |

#### Como entrenador
| Equipo                      | Div.                | Temporada           | Liga | Liga | Liga | Liga | Liga |    | Copa | Copa | Copa | Copa |   | Internacional | Internacional | Internacional | Internacional | Internacional |   | Otros | Otros | Otros | Otros |    | Totales     | Totales | Totales | Totales | Totales | Totales | Totales | Totales | Totales |
| Equipo                      | Div.                | Temporada           | PD   | G    | E    | P    | Pos. | PD | G    | E    | P    | PD   | G | E             | P             | Pos.          | PD            | G             | E | P     | PD    | G     | E     | P  | Rendimiento | GF      | GC      | Dif.    | Ptos.   |         |         |         |         |
| --------------------------- | ------------------- | ------------------- | ---- | ---- | ---- | ---- | ---- | -- | ---- | ---- | ---- | ---- | - | ------------- | ------------- | ------------- | ------------- | ------------- | - | ----- | ----- | ----- | ----- | -- | ----------- | ------- | ------- | ------- | ------- | ------- | ------- | ------- | ------- |
| Sol de América Paraguay     | 1.ª                 | 2016-C              | 15   | 5    | 4    | 6    | Inc. | -  | -    | -    | -    | 6    | 2 | 3             | 1             | 1/8           | -             | -             | - | -     | 21    | 6     | 8     | 7  | 44.44%      | 24      | 26      | -2      | 26      |         |         |         |         |
| Sportivo Luqueño Paraguay   | 1.ª                 | 2017-A              | 4    | 0    | 3    | 1    | 11.º | -  | -    | -    | -    | -    | - | -             | -             | -             | -             | -             | - | -     | 4     | 0     | 3     | 1  | 25%         | 2       | 5       | -3      | 3       |         |         |         |         |
| Sportivo Luqueño Paraguay   | 1.ª                 | 2017-C              | 22   | 9    | 6    | 7    | 5.º  | -  | -    | -    | -    | -    | - | -             | -             | -             | -             | -             | - | -     | 22    | 9     | 6     | 7  | 50%         | 36      | 31      | +5      | 33      |         |         |         |         |
| Sportivo Luqueño Paraguay   | 1.ª                 | 2018-A              | 4    | 0    | 2    | 2    | In   | -  | -    | -    | -    | 1    | 1 | 0             | 0             | Inc.          | -             | -             | - | -     | 5     | 1     | 2     | 2  | 33.33%      | 8       | 12      | -4      | 5       |         |         |         |         |
| Sportivo Luqueño Paraguay   | 1.ª                 | 2018-C              | 6    | 0    | 3    | 3    | Inc. | 1  | 1    | 0    | 0    | -    | - | -             | -             | -             | -             | -             | - | -     | 7     | 1     | 3     | 3  | 26.79%      | 9       | 12      | -3      | 7       |         |         |         |         |
| Sportivo Luqueño Paraguay   | Total               | Total               | 34   | 9    | 12   | 13   | -    | 1  | 1    | 0    | 0    | 1    | 1 | 0             | 0             | -             | -             | -             | - | -     | 36    | 11    | 15    | 13 | 44.45%      | 55      | 60      | -5      | 48      |         |         |         |         |
| Sol de América Paraguay     | 1.ª                 | 2019-A              | 11   | 4    | 2    | 5    | 9.º  | -  | -    | -    | -    | 4    | 1 | 0             | 3             | 2.ªF          | -             | -             | - | -     | 15    | 5     | 2     | 8  | 35.9%       | 18      | 24      | -6      | 14      |         |         |         |         |
| Sol de América Paraguay     | 1.ª                 | 2019-C              | 7    | 1    | 4    | 2    | Inc. | 2  | 2    | 0    | 0    | -    | - | -             | -             | -             | -             | -             | - | -     | 9     | 3     | 4     | 2  | 22.81%      | 14      | 9       | +5      | 17      |         |         |         |         |
| Sol de América Paraguay     | Total               | Total               | 33   | 10   | 10   | 13   | -    | 2  | 2    | 0    | 0    | 10   | 2 | 4             | 4             | -             | -             | -             | - | -     | 45    | 14    | 14    | 17 | 41.48%      | 58      | 62      | -4      | 56      |         |         |         |         |
| Banfield Argentina          | 1.ª                 | 2019-20             | -    | -    | -    | -    | -    | 13 | 8    | 3    | 2    | -    | - | -             | -             | -             | -             | -             | - | -     | 13    | 8     | 3     | 2  | 69.23%      | 25      | 15      | +10     | 27      |         |         |         |         |
| Banfield Argentina          | 1.ª                 | 2021                | 17   | 2    | 9    | 6    | Inc. | 16 | 7    | 5    | 4    | -    | - | -             | -             | -             | -             | -             | - | -     | 33    | 9     | 14    | 10 | 41.41%      | 29      | 32      | -3      | 41      |         |         |         |         |
| Newell's Old Boys Argentina | 1.ª                 | 2022                | 16   | 5    | 5    | 6    | Inc. | 16 | 9    | 2    | 5    | -    | - | -             | -             | -             | -             | -             | - | -     | 32    | 14    | 7     | 11 | 51.04%      | 38      | 34      | +4      | 49      |         |         |         |         |
| Newell's Old Boys Argentina | Total               | Total               | 16   | 5    | 5    | 6    | -    | 16 | 9    | 2    | 5    | -    | - | -             | -             | -             | -             | -             | - | -     | 32    | 14    | 7     | 11 | 51.04%      | 38      | 34      | +4      | 49      |         |         |         |         |
| Banfield Argentina          | 1.ª                 | 2022                | 3    | 1    | 1    | 1    | 24.º | 1  | 0    | 0    | 1    | -    | - | -             | -             | -             | -             | -             | - | -     | 4     | 1     | 1     | 2  | 33.33%      | 1       | 2       | -1      | 4       |         |         |         |         |
| Banfield Argentina          | 1.ª                 | 2023                | 15   | 3    | 6    | 6    | Inc. | -  | -    | -    | -    | -    | - | -             | -             | -             | 1             | 0             | 0 | 1     | 16    | 3     | 6     | 7  | 31.25%      | 11      | 20      | -9      | 15      |         |         |         |         |
| Banfield Argentina          | Total               | Total               | 35   | 6    | 16   | 13   | -    | 30 | 15   | 8    | 7    | -    | - | -             | -             | -             | 1             | 0             | 0 | 1     | 66    | 21    | 24    | 21 | 43.94%      | 66      | 69      | -3      | 87      |         |         |         |         |
| Huachipato · Chile          | 1.ª                 | 2024                | 12   | 3    | 4    | 5    | Inc. | -  | -    | -    | -    | 4    | 1 | 2             | 1             | Inc.          | -             | -             | - | -     | 16    | 4     | 6     | 6  | 37.5%       | 13      | 23      | -10     | 18      |         |         |         |         |
| Huachipato · Chile          | Total               | Total               | 12   | 3    | 4    | 5    | -    | -  | -    | -    | -    | 4    | 1 | 2             | 1             | -             | -             | -             | - | -     | 16    | 4     | 6     | 6  | 37.5%       | 13      | 23      | -10     | 18      |         |         |         |         |
| Sarmiento Argentina         | 1.ª                 | 2024                | 5    | 1    | 2    | 2    | 26.º | -  | -    | -    | -    | -    | - | -             | -             | -             | -             | -             | - | -     | 5     | 1     | 2     | 2  | 33.33%      | 3       | 5       | -2      | 5       |         |         |         |         |
| Sarmiento Argentina         | 1.ª                 | 2025-A              | 16   | 2    | 9    | 5    | 12.º | 1  | 0    | 0    | 1    | -    | - | -             | -             | -             | -             | -             | - | -     | 17    | 2     | 9     | 6  | 29.41%      | 11      | 20      | -9      | 15      |         |         |         |         |
| Sarmiento Argentina         | 1.ª                 | 2025-C              | 3    | 0    | 2    | 1    | Inc. | -  | -    | -    | -    | -    | - | -             | -             | -             | -             | -             | - | -     | 3     | 0     | 2     | 1  | 22.22%      | 2       | 4       | -2      | 2       |         |         |         |         |
| Sarmiento Argentina         | Total               | Total               | 24   | 3    | 13   | 8    | -    | 1  | 0    | 0    | 1    | -    | - | -             | -             | -             | -             | -             | - | -     | 25    | 3     | 13    | 9  | 29.33%      | 16      | 29      | -13     | 22      |         |         |         |         |
| Total en su carrera         | Total en su carrera | Total en su carrera | 156  | 36   | 62   | 58   | -    | 51 | 29   | 10   | 12   | 14   | 4 | 6             | 4             | -             | 1             | 0             | 0 | 1     | 223   | 69    | 77    | 77 | 42.45%      | 246     | 277     | -31     | 284     |         |         |         |         |
| 1. 2. 3.                    |                     |                     |      |      |      |      |      |    |      |      |      |      |   |               |               |               |               |               |   |       |       |       |       |    |             |         |         |         |         |         |         |         |         |

##### Resumen por competiciones
| Torneo                        | Estadísticas | Estadísticas | Estadísticas | Estadísticas | Estadísticas | Estadísticas | Estadísticas | Estadísticas | Estadísticas     |
| Torneo                        | PJ           | G            | E            | P            | GF           | GC           | DG           | Rendimiento  | Mejor resultado  |
| ----------------------------- | ------------ | ------------ | ------------ | ------------ | ------------ | ------------ | ------------ | ------------ | ---------------- |
| Primera División de Paraguay  | 69           | 19           | 24           | 26           | 90           | 104          | -14          | 39.13%       | 5.º lugar        |
| Copa Paraguay                 | 3            | 3            | 0            | 0            | 13           | 4            | +9           | 100%         | Octavos de final |
| Primera División de Argentina | 75           | 14           | 34           | 27           | 52           | 81           | -29          | 33.78%       | 12.º lugar       |
| Copa Argentina                | 7            | 4            | 0            | 3            | 10           | 6            | +4           | 57.14%       | Octavos de final |
| Copa de la Liga Profesional   | 41           | 21           | 10           | 10           | 59           | 44           | +14          | 59.55%       | Subcampeón       |
| Trofeo de Campeones           | 1            | 0            | 0            | 1            | 2            | 3            | -1           | 0%           | Semifinales      |
| Primera División de Chile     | 12           | 3            | 4            | 5            | 10           | 18           | -8           | 36.11%       | 11.º lugar       |
| Copa Libertadores             | 4            | 1            | 2            | 1            | 3            | 5            | -2           | 41.67%       | Fase de grupos   |
| Copa Sudamericana             | 11           | 4            | 3            | 4            | 4            | 11           | -7           | 45.45%       | Octavos de final |
| TOTAL                         | 223          | 69           | 77           | 77           | 246          | 277          | -31          | 42.45%       | Sin Títulos      |

## Palmarés

#### Como jugador
| Título             | Club     | País      | Año  |
| ------------------ | -------- | --------- | ---- |
| Primera B Nacional | Banfield | Argentina | 1993 |
| Primera B Nacional | Banfield | Argentina | 2001 |

#### Como segundo entrenador
| Título          | Club         | País      | Año  |
| --------------- | ------------ | --------- | ---- |
| Torneo Apertura | Banfield     | Argentina | 2009 |
| Torneo Apertura | Boca Juniors | Argentina | 2011 |
| Copa Argentina  | Boca Juniors | Argentina | 2012 |